# کارول بوریس
کارول بوریس (انگلیسی: Karol Borys؛ زادهٔ ۲۸ سپتامبر ۲۰۰۶) بازیکن فوتبال اهل لهستان است.
وی همچنین در تیم‌های ملی فوتبال زیر ۱۶، ۱۷ و ۱۸ سال لهستان بازی کرده است.